# Reynaldo Vera González-Quevedo
Reynaldo Vera González-Quevedo (ur. 7 stycznia 1961 w Unión de Reyes) – kubański szachista i trener szachowy (FIDE Senior Trainer od 2007), arcymistrz od 1988 roku.

## Kariera szachowa
Pierwszy sukces na arenie międzynarodowej odniósł w 1977 r. w Innsbrucku, zajmując IV m. (za Arturem Jusupowem, Alonso Zapatą i Petarem Popoviciem) w mistrzostwach świata juniorów do 20 lat. W 1978 r. zdobył brązowy medal drużynowych młodzieżowych (do 26 lat) mistrzostw świata. Wkrótce awansował do ścisłej krajowej czołówki, do której należał przez ponad 20 lat. Pomiędzy 1980 a 2002 r. dziesięciokrotnie uczestniczył w szachowych olimpiadach, w 1998 r. zdobywając złoty medal za indywidualny wynik na III szachownicy. W latach 1987–2003 pięciokrotnie reprezentował Kubę w drużynowych mistrzostwach państw panamerykańskich, za każdym razem zdobywając złoty medal wraz z zespołem, a dodatkowo 3 medale (złoty, srebrny i brązowy) za uzyskane wyniki indywidualne.
Wielokrotnie uczestniczył w finałach indywidualnych mistrzostwach Kuby, dwukrotnie (1997, wspólnie z Amadorem Rodriguezem i 2001) zdobywając złote medale. Odniósł również szereg sukcesów na arenie międzynarodowej, m.in.:
- 1980 – dz. II-III m. w Hawanie, II m. w Bayamo
- 1986 – dz. I m. w Warnie (wspólnie z Ewgenijem Ermenkowem),
- 1989 – dz. I m. w Bayamo (wspólnie z Andriejem Charitonowem(inne języki)),
- 1990 – dz. II m. w Rzymie (za Anthony Milesem, wspólnie z Jewgienijem Bariejewem, Miodragiem Todorceviciem, Elizbarem Ubiławą i Wasilijem Smysłowem),
- 1992 – II m. w memoriale Jose Raula Capablanki w Matanzas (turniej B, za Gilberto Hernandezem),
- 1993 – dz. III m. w memoriale Jose Raula Capablanki w Matanzas (za Markiem Hebdenenm i Jesusem Nogueirasem, wspólnie z Jordim Magemem Badalsem),
- 1994 – dz. I m. w Elgoibarze (wspólnie z Rafaelem Alvarezem Ibarra(inne języki)),
- 1995 – I m. w Terrassie,
- 1996 – dz. I m. w León (wspólnie z Marcelino Sionem Castro(inne języki), Aleksą Strikoviciem i Davidem García Ilundáinem),
- 1999 – I m. w Mancha Real (turniej B),
- 2001 – dz. I m. w Mancha Real (wspólnie z Jorge Gonzalezem Rodriguezem(inne języki)), dz. I m. w Maladze (wspólnie z Zenonem Franco Ocamposem, Mihai Șubą, Roberto Cifuentesem Paradą i Carlosem Matamorosem Franco), dz. II m. w Sewilli (za Roberto Cifuentesem Paradą, wspólnie z m.in. Kevinem Spraggettem, Rusłanem Pogorełowem i Bogdanem Laliciem), dz. II m. w Santa Clarze (memoriał Guillermo García Gonzáleza, za Yuri Gonzalezem Vidalem, wspólnie z Walterem Arencibią),
- 2002 – dz. II m. w Andorze (za Lwem Psachisem, wspólnie z Władysławem Niewiedniczym, Borysem Awruchem, Draganem Paunoviciem(inne języki), Alonso Zapatą i Stuartem Conquestem),
- 2004 – dz. I m. w Cullerze (wspólnie z Julenem Luísem Arizmendim Martínezem), II m. w Albacete (za Władimirem Jepiszynem),
- 2007 – dz. I m. w San Sebastian (wspólnie z Jakubem Czakonem, Zbigniewem Paklezą, Kevinem Spraggettem i Marijanem Petrowem), dz. I m. w Rønne (wspólnie z Allanem Rasmussenem).

Najwyższy ranking w karierze osiągnął 1 lipca 2000 r., z wynikiem 2584 punktów zajmował wówczas 1. miejsce wśród kubańskich szachistów.